# Haus Hückelhoven (Duisburg)
Haus Hückelhoven war ein vom Ursprung her mittelalterlicher Herrensitz (abgegangene Wasserburg) im Duisburger Stadtteil Overbruch, Stadtbezirk Duisburg-Walsum. Es stand in der Herzogstraße 144.

## Geschichte
Haus Hückelhoven, das auf einem Gebiet entstand, das von einem dem Stift Gerresheim gehörenden Gut, dem Nonnenhof, abhängig war, lag in einem unwegsamen Bruchgelände und war von Wassergräben umgeben. Vermutlich übernahm Hückelhoven die Rolle eines Schultenhofs. Wie das nahegelegene Haus Watereck in benachbarten Stadtteil Vierlinden war auch Haus Hückelhoven zum ausgehenden Mittelalter noch mit Wehrtürmen versehen.
Haus Hückelhoven gehörte den Grafen von Kleve. 1370 bis 1488 war eine Familie Hysfelt mit Hückelhoven belehnt. Durch Heirat gelangte das Haus an die Familie Neukirch (Nykerken), die das Haus 250 Jahre hielt.
Im Truchsessischen Krieg (1583–1588) sowie im Achtzigjährigen Krieg (1568–1648) bzw. Dreißigjährigen Krieg (1618–1648) wurde das Haus mehrfach zerstört und wieder aufgebaut. 1742 wurde der Besitz aufgeteilt. Eine Neukirch genannte Kate mit sechs holländischen Morgen blieb übrig. Sie wurde 1775 in Erbpacht an Jakob Luwen und Katharina Neukirch (Neykirchs) vergeben. Durch Heirat gelangten die Güter 1846 an Hermann Hußmann aus Spellen. Nachdem dessen Sohn Hermann 1935 verstorben war, verkaufte seine Witwe Anna, eine geborene Opgen-Rhein, die Kate und zugehörigen Güter 1955 an die Gemeinde Walsum. Der letzte Pächter war Gerhard Beckedahl, bevor das Gebäude 1956 abgebrochen wurde.